# 윤여경 (작가)
윤여경(YK Yoon, Yun Yeokyeong)은 대한민국의 SF작가로 단편 <러브 모노레일>로 황금가지 타임리프 공모전에서 우수상을 수상하고 단편 <세 개의 시간>으로 제 3회 한낙원과학소설상을 수상하는등 활발한 작품 활동을 하고 있고 현재 환상문학 웹진 <거울>의 필진이다.
대표작으로 《러브 모노레일》(2016, 황금가지)와 《세 개의 시간》(2017, 사계절)이 있으며, 로맨틱 판타지 성향이 강한 SF를 주로 창작하고 있다.
2020년 1월에 첫번째 단독 소설집 <금속의 관능>을 출간,2021년 7월 <내 첫사랑은 가상아이돌>을 출간, 2023년 단편집 <매니페스토>에 참여하였다.

## 저서
- 《러브 모노레일》(2016) - 황금가지 중 <러브 모노레일> ISBN 9791158881276
- 《세 개의 시간》(2017) - 사계절 중 <세 개의 시간> ISBN 9791160943283